# No one (Hilcrhymeの曲)
「no one」（ノーワン）は、日本のヒップホップユニット・Hilcrhymeの通算8枚目のシングル。2011年6月29日にユニバーサルJから発売された。

## 概要
- 日本テレビ系「ハッピーMusic」6月オープニングテーマ
- 初回限定盤のみ、DVD『Documentary of "Hilcrhyme MESSAGE TOUR 2011" Phase1』MESSAGE TOUR 2011の前半戦のライブの模様やステージ裏などドキュメンタリー映像をDVD収録。また「no one」のPVも収録されている。PVはHilcrhyme初となる、アメリカ、ロサンゼルスで全編撮影された。

## 収録曲
1. no one（作詞：TOC、作曲：TOC & DJ KATSU、編曲：DJ KATSU）　（4：12）
2. 友よ（作詞：TOC、作曲：TOC & DJ KATSU、編曲：DJ KATSU）　（4：14）

| スタブアイコン | サブスタブ | この項目は、まだ閲覧者の調べものの参照としては役立たない、シングルに関連した書きかけの項目です。この項目を加筆・訂正などしてくださる協力者を求めています（P:音楽/PJ:楽曲）。 |